# Донзер
Донзер (фр. Donzère) насеље је и општина у источној Француској у региону Рона-Алпи, у департману Дром која припада префектури Нион.
По подацима из 2005. године у општини је живело 4700 становника, а густина насељености је износила 136 становника/km². Општина се простире на површини од 32,06 km². Налази се на средњој надморској висини од 64 метара (максималној 200 m, а минималној 54 m).

## Демографија
| 1962. | 1968. | 1975. | 1982. | 1990. | 1999. | 2011. |
| ----- | ----- | ----- | ----- | ----- | ----- | ----- |
| 2.311 | 3.334 | 3.223 | 3.915 | 4.265 | 4.379 | 5.351 |

График промене броја становника у току последњих година